# XHTLX-TDT
XHTLX-TDT es un canal de televisión localizada en Tlaxcala.
Transmite en el canal 23 digital de televisión UHF, con una potencia de 7260 watts (P.A.R). Cuenta en el estado de Tlaxcala con 4 repetidoras ubicadas en el estado. Son operadas por la Coordinación de Radio, Cine y Televisión del Gobierno del Estado de Tlaxcala.
Actualmente, el canal transmite bajo el formato de Tlaxcala Televisión.

## Historia
El inicio de transmisiones fue en 1988, ya que en esa época en Tlaxcala, se crea la "Coordinación de Radio, Cine y Televisión (CORACYT)" integrado por 2 estaciones de radio en Tlaxcala, una sála de cine y el canal de Televisión XHTLX-TV.
Tras llegar 23 años, en 14 de agosto del 2011, hicieron una encuesta sobre este canal y también hicieron un evento de aniversario en el Jardín Botánico de Tizatlán. La manera de la encuesta, es que el público llamó y envió correos de sugeriencias y felicitaciones.
El día 1 de diciembre del 2011, el canal inicia transmisiones en sistema satelital, logrando llegar la señal al estado en un 95%, antes del apagón analógico programado para el 17 de diciembre del 2015 en Tlaxcala, las estaciones ya estaban en prueba para transitar en señal analógica a la señal digital y desde el 27 de octubre de 2016 para las 5 estaciones tienen asignado el canal virtual 10.1.

## Programación
Su programación consiste principalmente de los contenidos culturales y educativos. La mayoría de ellos producidos por algunos organismos afiliados a La Red de Radiodifusoras y Televisoras Educativas y Culturales de México, como es: Canal Once, Dirección General de Televisión Educativa de la Secretaría de Educación Pública y a veces en el Canal 22, Mexiquense Tv; así como de organismos internacionales como DW-TV. También tienen varios programas como "Sistema de Noticias Tlaxcala", "Ahora Deportes" y otros con las noticias más importantes del Estado de Tlaxcala y su capital.

## Cobertura
| Distintivo | Canal | Ciudad                   | Potencia | Área de cobertura |
| XHTXB-TDT  | 22    | Apizaco                  | 7.26 kW  | Apizaco, Tetla de Solidaridad, Yahuquemecan, Amaxac, Santa Cruz Tlaxcala, Muñoz de Domingo Arenas, Tocatlán, Hueyotlipan, Tzompantepec, San José Teacalco, y Xaltocan                                                                                     |
| XHTCL-TDT  | 31    | Calpulalpan              | 1.5 kW   | Calpulalpan, Sanctorum y Nanacamilpa por considerar. |
| XHTXM-TDT  | 23    | Huamantla                | 3.77 kW  | Huamantla, Benito Juárez, Ignacio Zaragoza, y Terrenate (por considerar) |
| XHSPM-TDT  | 22    | San Pablo del Monte      | 3.94 kW  | San Pablo del Monte, Zacatelco, Xicotzinco, Papalotla, Tenancingo, Mazatecochco, Ayometla, Acuamanala, Natívitas y San Jerónimo Zacualpan. |
| XHTLX-TDT  | 23    | Tlaxcala de Xicohténcatl | 7.26 kW  | Tlaxcala de Xicohténcatl, Santa Ana Chiautempan, Apetatitlán de Antonio Carvajal, Contla de Juan Cuamatzi, Texoloc, Totolac, Ixtacuixtla de Mariano Matamoros, Xiloxoxtla, La Magdalena Tlaltelulco, San Luis Teolocholco, y San Martín Texmelucan Puebla |

Tlaxcala Televisión también transmite para ciudades de Tlaxcala, Apizaco, Huamantla, San Martín Texmelucan, Santa Ana Chiautempan, Totolac, San Pablo Apetatitlán, Santa Cruz Tlaxcala, Tetla, Amaxac, Ixtacuixtla, Contla, Teolocholco, Tetlanohcan y por el canal 8 para el municipio de Villa El Carmen Tequexquitla a través de VissionCable.

## Formatos y logotipos
Estos fueron los formatos en que se le ha conocido al canal de televisión en su historia, cada uno con su logotipo:
| Periodo | Nombre                               | Características |
| ------- | ------------------------------------ | --- |
|         | TV Tlax                              | El logo consiste en una pantalla de color marrón, de hecho, el logo era blanco y estaba la imagen del volcán llamado "La Malintzin", abajo estaban las siglas de ""TV TLAX" |
|         | Televisión de Tlaxcala               | El logo consiste en un cuadro con borde café, de hecho, era de color café, ya que estaban dos letras que eran dos "T", y formaban quizás lo que son los arcos de los acueductos de Atempan |
|         | Asociación Tlaxcalteca de televisión | El logo consiste en quizás una mirada, ya que representaba el ojo de una pintura que representa a un "hombre ave" que existe en Cacaxtla. El logo era de color verde y lila y más tarde de color morado y rojo |
|         | TV Tlaxcala                          | El logo consiste en que quizás las letras "TV" se parecen a las de MTV. Hubo dos versiones, las cuales son: - El primer logo consiste en que la pantalla era azul, y las letras TV eran de color verde y azul claro y en medio de las letras aparece la leyenda de "Tlaxcala" - El siguiente logo consiste en que la pantalla era de color blanca, ya que había un rectángulo con orillas circulares y tenía unas rayas horizontales y la leyenda de "Tlaxcala" estaba abajo del rectángulo. Las letras "TV" estaban en el centro del rectángulo en color rojo y azul |
|         | Tlaxcala TV                          | El logo consiste en quizás una cámara, en lo cual está formadas por 4 rectángulos, de color rojo, naranja, azul cielo y azul marino. En medio está un círculo blanco con una forma de la luna de color azul marino. |
|         | Televisión de Tlaxcala               | El logo consiste en que la pantalla era café y que había un rectángulo con tres franjas horizontales, las franjas de las esquinas eran de color blanco y en medio esta una leyenda de "Televisión de Tlaxcala" |
|         | TDT La televisión de Tlaxcala        | El logo consiste en un círculo de color naranja, con letras de color blanco y que son "T", "D" y "T" |
|         | Tlaxcala Televisión                  | El logo consiste en la mitad de un ojo en color gris (parecido al logo de DGTVE que se usó de 2006 a 2012) atrás de un rectángulo vertical de color marrón. |